# Marathon de Chicago 2006
Navigation
Édition précédente Édition suivante
Le Marathon de Chicago de 2006 est la 29e édition du Marathon de Chicago, aux États-Unis, qui a lieu le dimanche 22 octobre 2006. C'est le quatrième des World Marathon Majors à avoir lieu en 2006 après le Marathon de Boston, le Marathon de Londres et le Marathon de Berlin. Le Kényan Robert Kipkoech Cheruiyot remporte la course masculine avec un temps de 2 h 7 min 35 s. L'Éthiopienne Berhane Adere s'impose chez les femmes en 2 h 20 min 42 s.

## Résultats

### Hommes
| Rang | Athlète                   | Nationalité | Temps           |
| ---- | ------------------------- | ----------- | --------------- |
|      | Robert Kipkoech Cheruiyot | Kenya       | 2 h 07 min 35 s |
|      | Daniel Njenga             | Kenya       | 2 h 07 min 40 s |
|      | Jimmy Muindi              | Kenya       | 2 h 07 min 51 s |
| 4    | Abdi Abdirahman           | États-Unis  | 2 h 08 min 56 s |
| 5    | Robert Cheboror           | Kenya       | 2 h 09 min 25 s |
| 6    | Brian Sell                | États-Unis  | 2 h 10 min 47 s |
| 7    | Japhet Kosgei             | Kenya       | 2 h 11 min 37 s |
| 8    | Benjamin Maiyo            | Kenya       | 2 h 11 min 53 s |
| 9    | Dejene Berhanu            | Éthiopie    | 2 h 12 min 27 s |
| 10   | Meshack Kosgei Kirwa      | Kenya       | 2 h 12 min 31 s |

### Femmes
| Rang | Athlète                  | Nationalité | Temps           |
| ---- | ------------------------ | ----------- | --------------- |
|      | Berhane Adere            | Éthiopie    | 2 h 20 min 42 s |
|      | Galina Bogomolova        | Russie      | 2 h 20 min 47 s |
|      | Benita Johnson           | Australie   | 2 h 22 min 36 s |
| 4    | Madaí Pérez              | Mexique     | 2 h 22 min 59 s |
| 5    | Constantina Diță-Tomescu | Roumanie    | 2 h 24 min 25 s |
| 6    | Nuta Olaru               | États-Unis  | 2 h 25 min 37 s |
| 7    | Hiromi Ominami           | Japon       | 2 h 26 min 04 s |
| 8    | Ljoedmila Petrova        | Russie      | 2 h 27 min 08 s |
| 9    | Kathy Butler             | Royaume-Uni | 2 h 28 min 39 s |
| 10   | Dulce Maria Rodriguez    | Mexique     | 2 h 28 min 54 s |

### Fauteuils roulants (hommes)
| Rang | Athlète | Nationalité | Temps |
| ---- | ------- | ----------- | ----- |
|      |         |             |       |
|      |         |             |       |
|      |         |             |       |

### Fauteuils roulants (femmes)
| Rang | Athlète | Nationalité | Temps |
| ---- | ------- | ----------- | ----- |
|      |         |             |       |
|      |         |             |       |
|      |         |             |       |